# Palacio dell'Assemblea di Melilla
Il Palacio dell'Assemblea di Melilla, noto anche come Palacio Municipale, è un edificio in stile Art déco situato nella Plaza de España nel cuore dell'Ensanche Modernista di Melilla, città spagnola situata nel Nord Africa. L'edificio è la sede dell'Assemblea di Melilla ed è stato dichiarato Bien de Interés Cultural come parte del Conjunto Histórico della città.

## Storia
La costruzione del palazzo iniziò nel 1932, sebbene il progetto fosse stato concepito diversi anni prima. La proposta iniziale prevedeva l'edificazione di una Comandancia Generale, ma il progetto non venne mai realizzato. Nel 1929, la Junta Municipal decise di costruire il palazzo municipale e bandì un concorso per il progetto architettonico. Dopo un lungo processo di selezione e modifiche al progetto, fu affidata la costruzione all'architetto Enrique Nieto y Nieto nel 1934. I lavori furono interrotti dalla Guerra Civile Spagnola ma ripresero nel 1938, con la posa della prima pietra.
Il palazzo fu finalmente inaugurato il 29 marzo 1950, in presenza delle autorità locali. Nel corso degli anni, l'edificio ha subito numerosi interventi di ristrutturazione, tra cui modifiche alla facciata, lavori di restauro e adattamenti interni. Il terremoto del 25 gennaio 2016 ha danneggiato gravemente la struttura, ma successivi lavori di consolidamento e restauro hanno riportato l'edificio al suo splendore.

## Architettura
Il Palacio dell'Assemblea di Melilla presenta una pianta pentagonale e una struttura in cemento armato con muri di mattoni e travi in ferro. L'architettura esterna è caratterizzata da un forte stile Art Déco, con influenze secessioniste. La facciata principale si apre sulla Plaza de España ed è decorata con torri angolari e due piccole torrette con cupole che fiancheggiano l'ingresso principale. Un portico con colonne poligonali sostiene una balconata balaustrata, mentre le finestre sono ornate con complesse modanature.
L'interno è altrettanto imponente, con un ampio atrio principale che presenta due scale gemelle che conducono a gallerie sorrette da colonne. Il soffitto è decorato con una vetrata artistica che illumina l'area sottostante. Altri spazi notevoli includono il Salón de Sesiones, la Sala Verde, la Sala delle Visite e un grande Salón Dorado in stile neobarocco.

## Eventi e ristrutturazioni recenti
Nel 1967, fu inaugurato un orologio con carillon nella torre dell'edificio, sostituito nel 1992 con un orologio digitale. Negli anni successivi, l'edificio ha subito varie ristrutturazioni, tra cui il restauro delle facciate nel 1995 e la modernizzazione dell'illuminazione esterna. Nel 2014, una fotografia di Felipe VI è stata apposta nel Salón de Plenos, sostituendo quella del re emerito Juan Carlos I.
Il terremoto del 2016 ha causato danni significativi, soprattutto nelle torri. Alcuni dei danni sono stati riparati con rinforzi strutturali esterni e il restauro della facciata e degli interni è stato completato nel 2018.

## Funzione
Oggi, il Palacio dell'Assemblea di Melilla ospita le sedi dell'Assemblea di Melilla e del Comune di Melilla. Rappresenta non solo un centro amministrativo, ma anche un simbolo della storia e dell'identità culturale della città.

## Curiosità
- Il palazzo è stato progettato da Luis Ferrero e Joaquín Fernández Cabello, ma il progetto finale fu adattato e completato dall'architetto Enrique Nieto.
- Il suo stile architettonico ha delle influenze dai palazzi municipali europei, ma con tratti distintivi che riflettono l'evoluzione culturale e architettonica della città di Melilla durante il periodo Art Déco.